# 多琳·西蒙斯
多琳·西尔维娅·西蒙斯（Doreen Sylvia Simmons，1932年5月29日 - 2018年4月23日） 是一位英国相扑评论员。 1973 年移居日本后，她就開始成為相扑節目評論員，1992年加入NHK。她于 2017年被授予旭日勋章。2018年4月23日因肺部疾病去世。 